# Тимошівка (Уманський район)
Тимо́шівка — село в Україні, в Іваньківській сільській громаді Уманського району Черкаської області. Розташоване на обох берегах річки Кищиха (притока Гірського Тікичу) за 12 км на північний схід від селища Маньківка та за 15 км від залізничної станції Поташ. Населення становить 182 особи (станом на 1 січня 2017 р.).

## Історія
Село відоме з 40-х років XVII століття.
У 1768 році тут нараховувалося 42 двори, де мешкало 252 душі, а в 1783-му було 67 дворів, в яких проживало 381 чоловік.

У 1864 році Л. Похилевич так писав про село: 
|  | Деревня Тимошовка причислена к Иваньковскому приходу, лежащая двумя верстами выше по ручью Маньковки. Жителей обоего пола — 393; земли — 1533 десятин, принадлежит деревня Флориану Ярчевскому. |

У 1900 році в селі було 66 дворів; проживало: чоловіків — 226, жінок — 251. Тоді тут діяли каплиця, водяний млин; селян обслуговувало Буцьке поштове відділення.
У 1905 році село приєднано до Іваньківської волості Уманського повіту Київської губернії, у землекористуванні тут було 990 десятин.
У 1914 році зведено дерев'яну церкву Святої Великомучениці Параскеви, де й понині правлять службу.
На подвір'ї церкви лежить надмогильний камінь, на якому видніється напис: «Святий раб божий Тимофій». Також є гарний старий металевий хрест, а трохи далі — встановлений у наш час пам'ятник жертвам Голодомору.
У 1913 році в селі мешкало 1263 особи; діяла церковно-приходська школа. Продажем та виробництвом товарів і послуг займалися 2 магазини «Бакалія і мануфактура»; до послуг населення була ткацька майстерня.
Через село протікає річка Бендерка, яка впадає у ставок села Полковниче. Русло річки омиває високу скелю із двома входами, які вже залила вода: розповідають старожили, що то початок підземелля, яке тягнеться але до старого приміщення колишньої Іваньківської школи (нині тут лікарня). Тож, у роки монголо-татарських нападів, тимошівці ховалися під землею та втікали цим ходом від завойовників.
Реліквією села стала криниця «із живильною водою», що називається Линниковою — од чоловіка на прізвище Линник, який її викопав. На одному з дубових брусів, що з них зроблена коробка для криниці, збереглася вирублена дата — «1640».
Село відоме музеєм народного мистецтва, який створив учитель М. Л. Корнієнко з однодумцями, відкриття якого відбулося 19 червня 1988 року: нині опікується експонатами Юрій Петрович Дудник. Серед найкращих експонатів музею вирізнялися барвисті вишиванки тимошівчан — Ганни Капітонової, Тетяни Христоріз, Євгенії Ґанджі, Ганни та Євдокії Миронко, Ганни Хоменко, Ольги Рябовіл, Марії Полячківської, Ольги та Тетяни Кравченків, Тетяни Горущенко.
На околиці села, на так званому полі Шпиль, у 2004 році виявлено пам'ятки трипільської культури.

## Сучасність
У селі діють поштове відділення, фельдшерсько-акушерський пункт, загальноосвітня школа І-ІІ ступенів. На 1 січня 2007 року в школі навчався 41 учень, працювало 9 вчителів.

## Населення

### Мова
Розподіл населення за рідною мовою за даними перепису 2001 року:
| Мова       | Кількість | Відсоток |
| ---------- | --------- | -------- |
| українська | 272       | 99.63%   |
| російська  | 1         | 0.37%    |
| Усього     | 273       | 100%     |

## Галерея

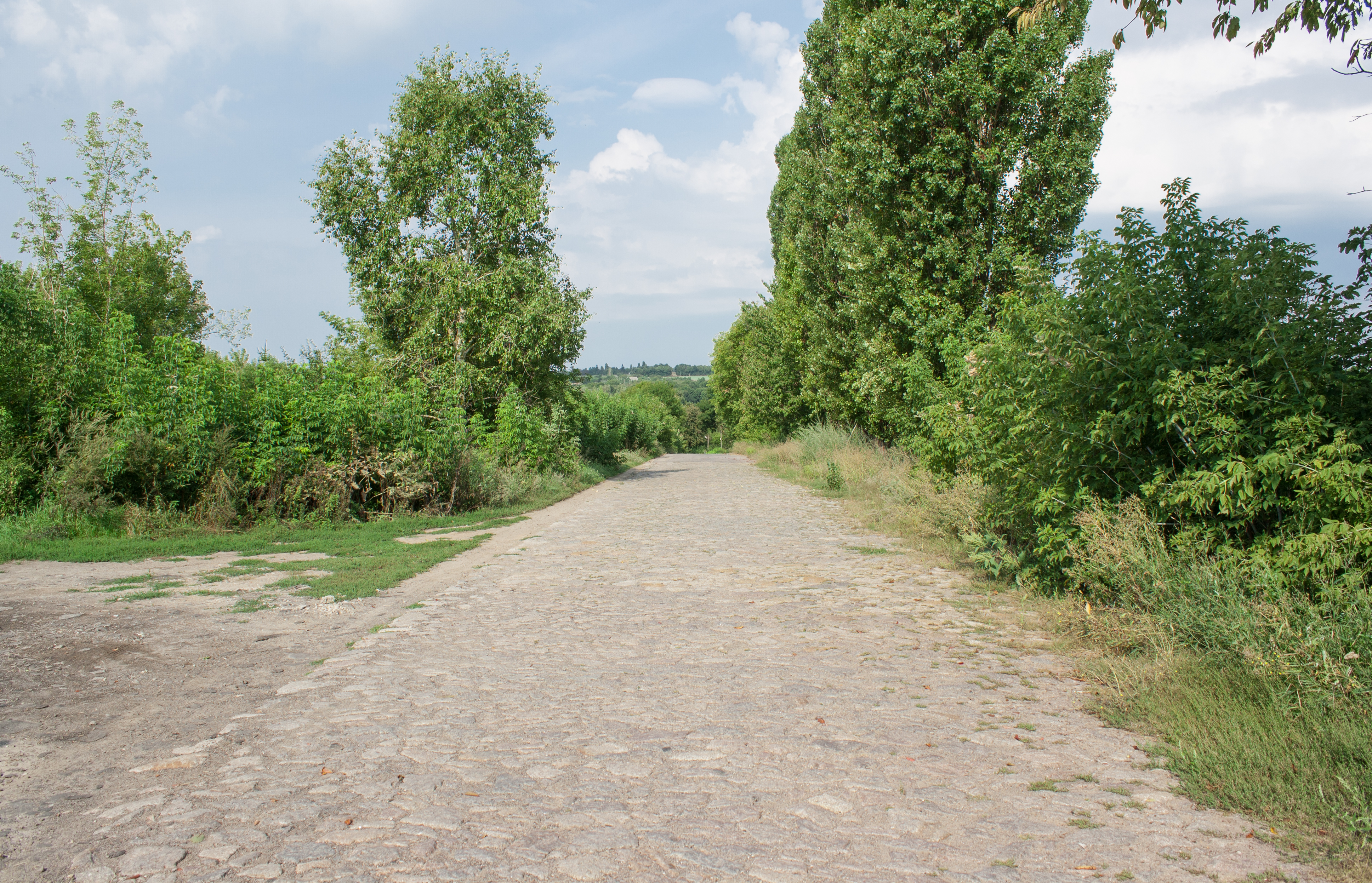
В'їзд у село
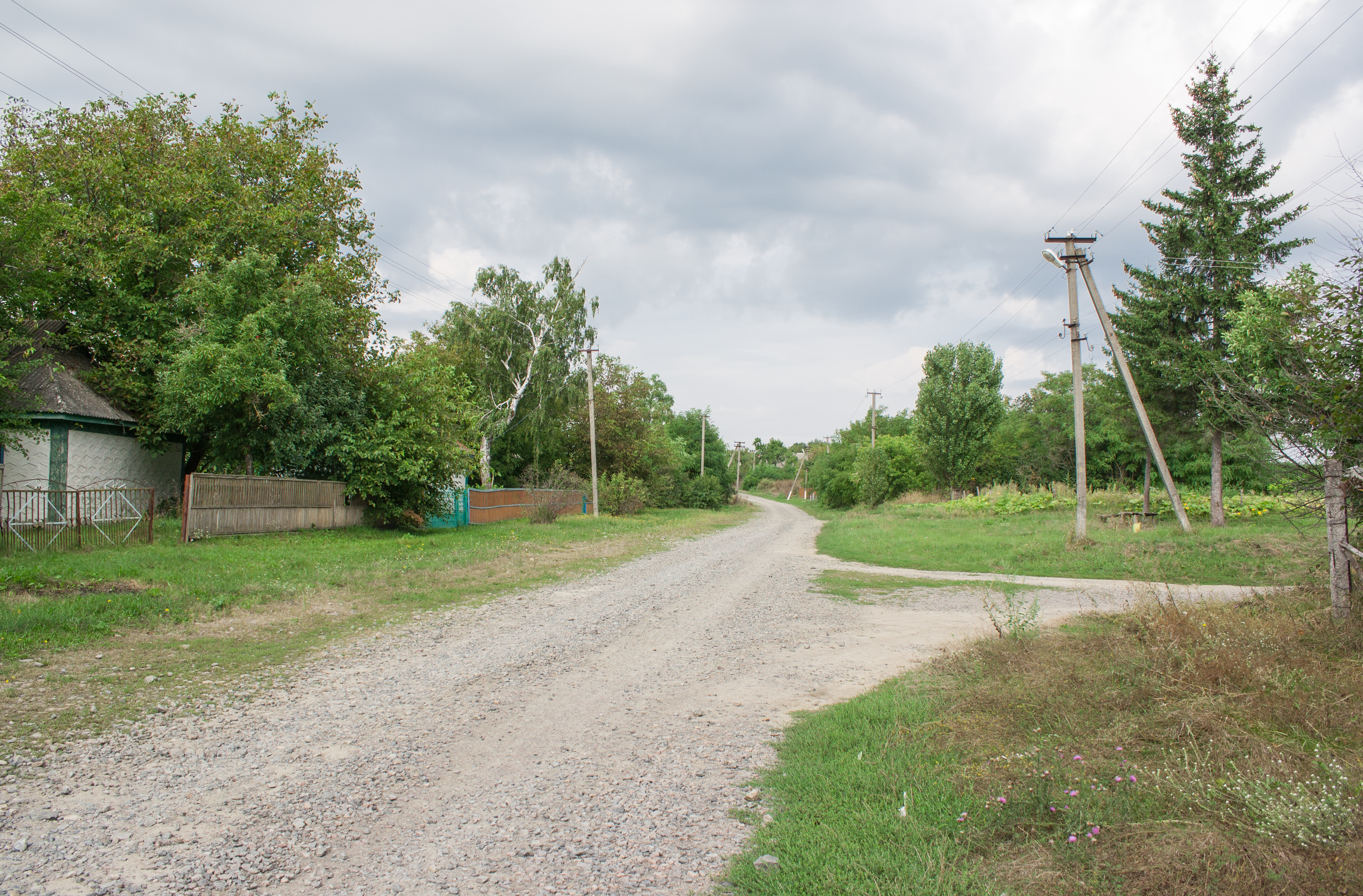
Вулиця Шевченка
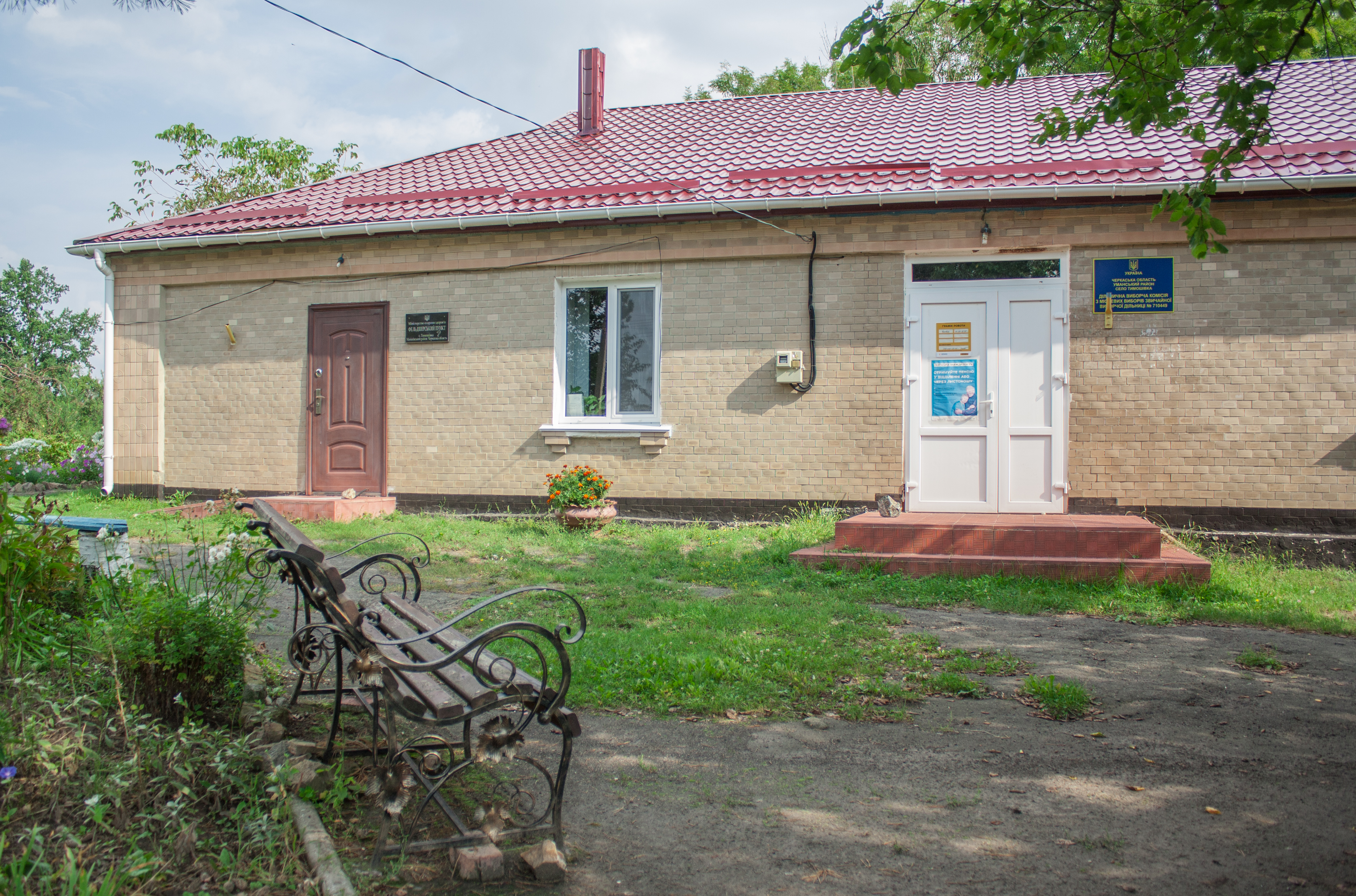
Фельдшерський пункт
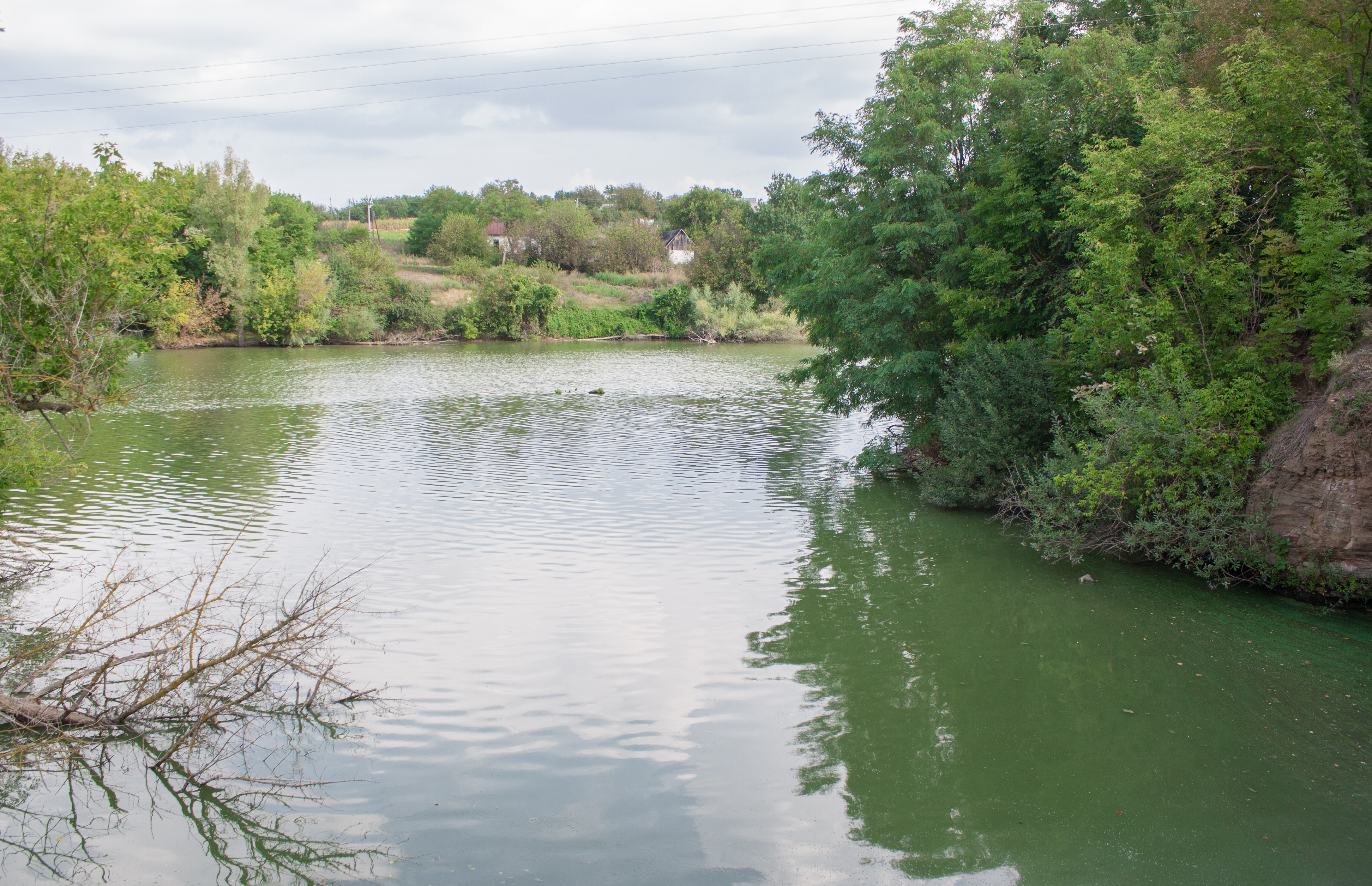
Річка Кищиха
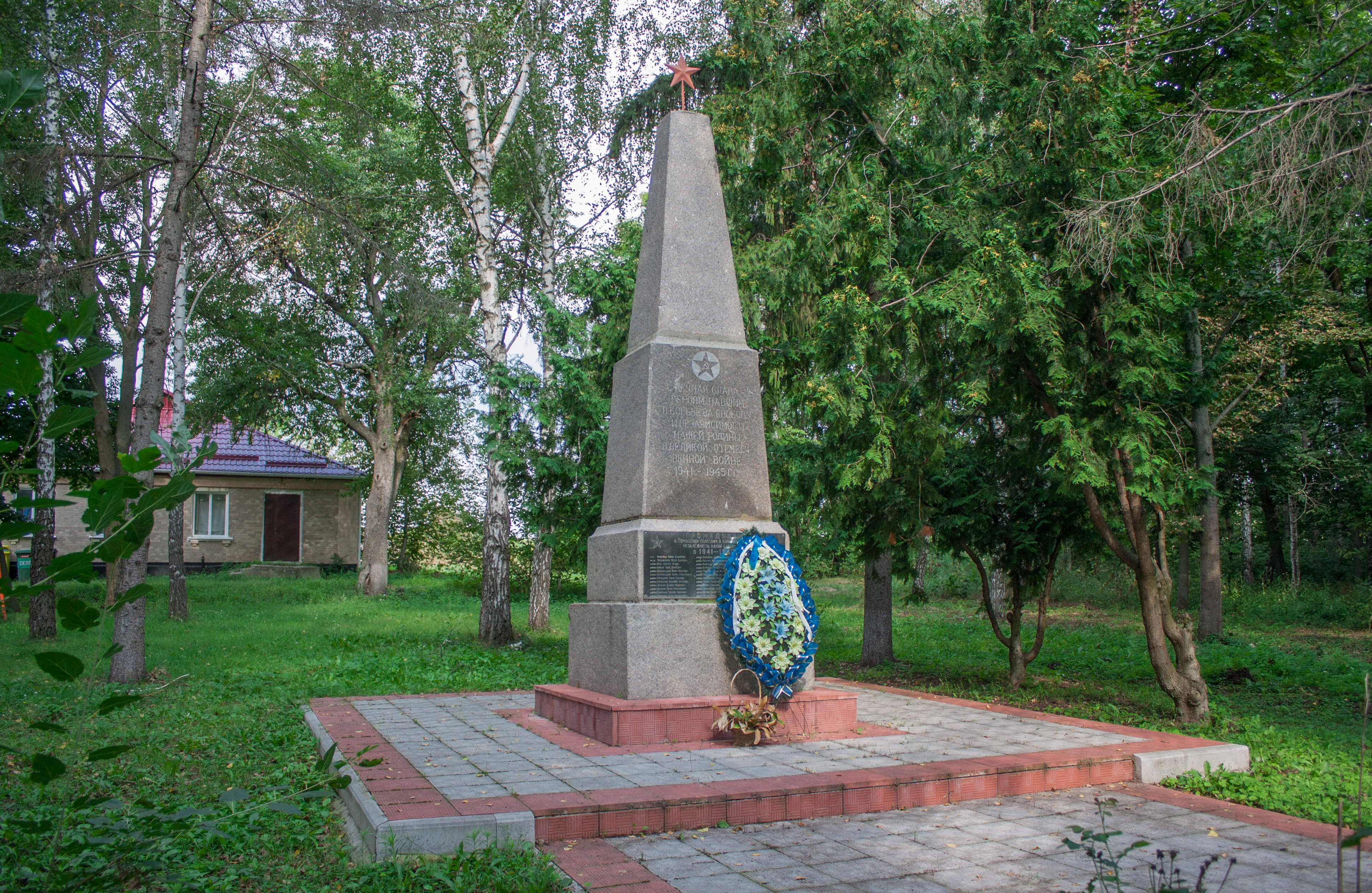
Пам'ятник воїнам-односельчанам
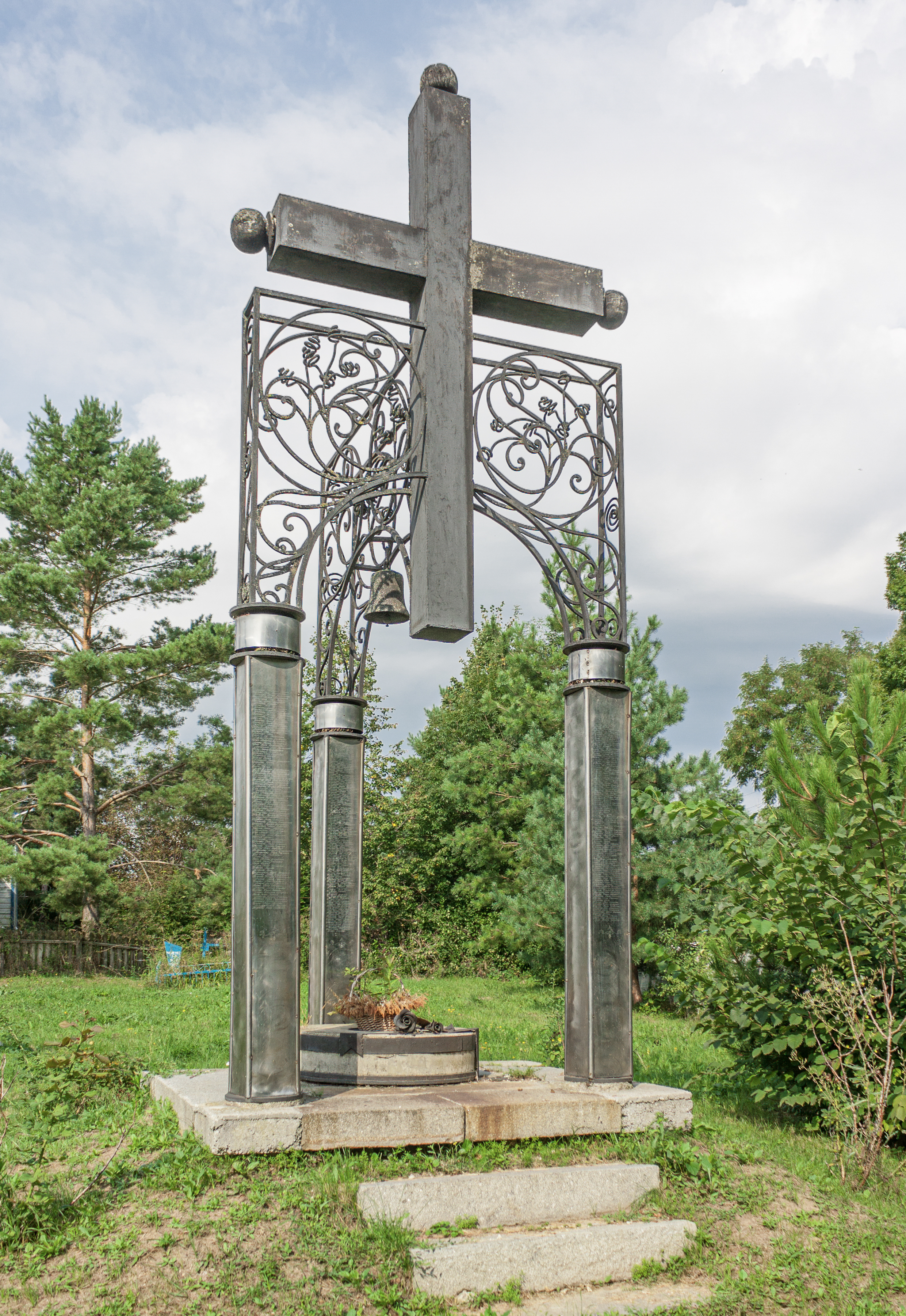
Пам'ятний знак жертвам Голодомору